# فيليب إنغ
فيليب إنغ (بالألمانية: Philipp Eng)‏ هو سائق سيارة سباق نمساوي، ولد في 28 فبراير 1990 في سالزبورغ في النمسا.

## وصلات خارجية
- فيليب إنغ على موقع Racing-Reference.info (الإنجليزية)
- فيليب إنغ على موقع DriverDB.com (الإنجليزية)